# Dikasterij za službu milosrđa
Dikasterij za službu milosrđa (tal. Dicastero per il Servizio della Carità), u nekim hrvatskim prijevodima Dikasterij za službu ljubavi, također nazvan Elemosineria Apostolica (hrv. Apostolska milostinja), dio je Rimske kurije. Dikasterij za službu ljubavi poseban je izraz milosrđa preko kojeg se pruža pomoć siromašnima, ranjivima i isključenima bilo gdje u svijetu u ime rimskog prvosvećenika, koji u slučaju posebne potrebe ili drugih potreba osobno organizira pomoć koja se dodjeljuje. Dikasterij je pod vodstvom prefekta koji svojim djelovanjem konkretizira brižnost i blizinu rimskog prvosvećenika, kao pastira sveopće Crkve, s obzirom na one koji žive u oskudici, marginalizaciji ili siromaštvu, kao i u slučaju ozbiljnih nesreća. 
Dikasterij je nadležan primati, tražiti i prikupljati besplatne priloge namijenjene djelima milosrđa koje rimski prvosvećenik vrši prema najpotrebitijima. Elemosineria Apostolica također ima ovlast podjeliti apostolski blagoslov putem propisno ovjerenih diploma na pergamentnom papiru.

## Povijest
Podrijetlo Elemosinerie Apostolica seže u prva stoljeća Crkve, kada je papa imenovao neke đakone da dijele milostinju siromasima Rima. Kasnije je tu službu vršio jedan ili više članova papine obitelji bez posebnog hijerarhijskog ili prelatskog dostojanstva. U buli pape Inocenta III. (1198. – 1216.) čitamo da je postojala ova služba. Međutim, Elemosineriu je službeno uspostavio u 13. stoljeću papa Grgur X.
Počevši od pontifikata Leona XIII., ova ustanova ima zadatak slati pergamene s papinskim blagoslovom, a prihod od donacija onih koji zatraže pergamene bit će doniran papinim dobrotvornim djelima.
Dana 5. lipnja 2022., stupanjem na snagu apostolske konstitucije "Praedicate evangelium", nastaje Dikasterij za službu milosrđa, odnosno, Elemosineria Apostolica, postavši u konačnici unutarnje tijelo Rimske kurije.

## Prefekti
- Konrad kardinal Krajewski (2022. - )

## Popis izvora
1. ↑   Papina zahvalnost za tri primjera milosrđa, u spomen na Majku Tereziju iz Kolkate vaticannews.va. Objavljeno 16. prosinca 2022.
2. ↑  Dicasteri Dicastero per il Servizio della Carità Profilo. www.vatican.va. Pristupljeno 24. veljače 2023.
3. ↑  “Praedicate Evangelium” on the Roman Curia and its service to the Church and to the World (19 March 2022) | Francis. www.vatican.va. Pristupljeno 24. veljače 2023.

## Vanjske poveznice
- Elemosineria Apostolica, pristupljeno 25. veljače 2023.